# Saint-Michel-de-Llotes
Saint-Michel-de-Llotes település Franciaországban, Pyrénées-Orientales megyében. Lakosainak száma 360 fő (2022. január 1.). Saint-Michel-de-Llotes Ille-sur-Têt, Corbère, Caixas, Casefabre és Bouleternère községekkel határos.

## Népesség
A település népessége az elmúlt években az alábbi módon változott:
| Lakosok száma | 331  | 339  | 355  | 348  | 350  | 350  | 353  | 357  | 360  |
|               | 2013 | 2015 | 2016 | 2017 | 2018 | 2019 | 2020 | 2021 | 2022 |